# Жильбер Перро
Жильбе́р Перро́ (англ. Gilbert Perreault; 13 листопада 1950, Вікторіявіль, Квебек, Канада) — канадський хокеїст, центральний нападник.
Член зали слави хокею (1990). У «Списку 100 найкращих гравців НХЛ» займає загальне 47-е місце та 20-е серед центральних нападників.

## Клубна кар'єра
З 1967 по 1970 рік грав у хокейній лізі Онтаріо за «Монреаль Юніорс Канадієнс».
В національній хокейній лізі провів сімнадцять сезонів у складі «Баффало Сейбрс». Грав у першій ланці клубу з Рене Робертом та Ріком Мартіном. По результатам сезону 1970/71 отримав пам'ятний трофей Колдера, а в 1973 році — пам'ятний трофей Леді Бінг. Двічі обирався до другого складу «Всіх зірок НХЛ» (1976, 1977). Учасник дев'яти матчів «Всіх зірок НХЛ». Один з найвлучніших форвардів в історії ліги — 512 закинутих шайб. З 1990 року член зали слави хокею в Торонто.. З 1990 року № 11, під яким виступав Жильбер Перро, не використовується у клубові «Баффало Сейбрс».

### Рекорди «Баффало Сейбрс»
Жильбер Перро, за тривалий час виступів в цій команді, встановив декілька клубних рекордів:
- Найбільше проведених матчів — 1191.
- Найбільше набраних очок — 1326.
- Найбільше закинутих шайб — 512.
- Найбільше результативних передач — 814.

## Міжнародна кар'єра
У складі національної збірної Канади був учасником суперсерії 1972 року СРСР — Канада. Володар Кубка Канади 1976 року. Брав участь у Кубку виклику 1979, який проходив у Нью-Йорку. Збірна НХЛ поступилася в серії з трьох матчів радянським хокеїстам.

## Нагороди та досягнення
- Володар кубка Канади (1): 1976
- Фіналіст Кубка Стенлі (1): 1975
- Володар нагороди Колдера (1): 1971
- Володар нагороди Леді Бінг (1): 1973

## Статистика
Скорочення: І = Ігри, Г = Голи, П = Паси, О = Очки, Штр = Штрафний час у хвилинах
| 1967-68      | «Монреаль Юніорс Канадієнс» | ОХА          | 47   | 15  | 34  | 49   | 10  | -- | -- | -- | --  | -- |
| 1968-69      | «Монреаль Юніорс Канадієнс» | ОХА          | 54   | 37  | 60  | 97   | 29  | -- | -- | -- | --  | -- |
| 1969-70      | «Монреаль Юніорс Канадієнс» | ОХА          | 54   | 51  | 70  | 121  | 26  | -- | -- | -- | --  | -- |
| 1970-71      | «Баффало Сейбрс»            | НХЛ          | 78   | 38  | 34  | 72   | 19  | -- | -- | -- | --  | -- |
| 1971-72      | «Баффало Сейбрс»            | НХЛ          | 76   | 26  | 48  | 74   | 24  | -- | -- | -- | --  | -- |
| 1972-73      | «Баффало Сейбрс»            | НХЛ          | 78   | 28  | 60  | 88   | 10  | 6  | 3  | 7  | 10  | 2  |
| 1973-74      | «Баффало Сейбрс»            | НХЛ          | 55   | 18  | 33  | 51   | 10  | -- | -- | -- | --  | -- |
| 1974-75      | «Баффало Сейбрс»            | НХЛ          | 68   | 39  | 57  | 96   | 36  | 17 | 6  | 9  | 15  | 10 |
| 1975-76      | «Баффало Сейбрс»            | НХЛ          | 80   | 44  | 69  | 113  | 36  | 9  | 4  | 4  | 8   | 4  |
| 1976-77      | «Баффало Сейбрс»            | НХЛ          | 80   | 39  | 56  | 95   | 30  | 6  | 1  | 8  | 9   | 4  |
| 1977-78      | «Баффало Сейбрс»            | НХЛ          | 79   | 41  | 48  | 89   | 20  | 8  | 3  | 2  | 5   | 0  |
| 1978-79      | «Баффало Сейбрс»            | НХЛ          | 79   | 27  | 58  | 85   | 20  | 3  | 1  | 0  | 1   | 2  |
| 1979-80      | «Баффало Сейбрс»            | НХЛ          | 80   | 40  | 66  | 106  | 57  | 14 | 10 | 11 | 21  | 8  |
| 1980-81      | «Баффало Сейбрс»            | НХЛ          | 56   | 20  | 39  | 59   | 56  | 8  | 2  | 10 | 12  | 2  |
| 1981-82      | «Баффало Сейбрс»            | НХЛ          | 62   | 31  | 42  | 73   | 40  | 4  | 0  | 7  | 7   | 0  |
| 1982-83      | «Баффало Сейбрс»            | НХЛ          | 77   | 30  | 46  | 76   | 34  | 10 | 0  | 7  | 7   | 8  |
| 1983-84      | «Баффало Сейбрс»            | НХЛ          | 73   | 31  | 59  | 90   | 32  | -- | -- | -- | --  | -- |
| 1984-85      | «Баффало Сейбрс»            | НХЛ          | 78   | 30  | 53  | 83   | 42  | 5  | 3  | 5  | 8   | 4  |
| 1985-86      | «Баффало Сейбрс»            | НХЛ          | 72   | 21  | 39  | 60   | 28  | -- | -- | -- | --  | -- |
| 1986-87      | «Баффало Сейбрс»            | НХЛ          | 20   | 9   | 7   | 16   | 6   | -- | -- | -- | --  | -- |
| Всього в НХЛ | Всього в НХЛ                | Всього в НХЛ | 1191 | 512 | 814 | 1326 | 500 | 90 | 33 | 70 | 103 | 44 |